# Christiane Maybach
Ursula Müller, conocida profesionalmente como Christiane Maybach (Berlín, 14 de marzo de 1932-Colonia, 12 de abril de 2006), fue una actriz alemana.

## Biografía
Tras terminar su su carrera escolar, a partir de 1956 asistió a la escuela de arte dramático del Teatro Schiller de Berlín. Luego estudió ballet y actuó en el Schauspielhaus Zürich (1957-1958) y con Gustaf Gründgens en el Schauspielhaus de Hamburgo (1959).
Más tarde comenzó su carrera como «la Marilyn Monroe de Berlín», donde su parecido con el símbolo sexual de los años 50 la convirtió en la elección ideal para aquellos papeles similares a los que Monroe había interpretado en el cine. También apareció en varias películas de posguerra, principalmente en papeles menores, incluida la película internacional de 1962 Axel Munthe - Der Arzt von San Michele junto a O. W. Fischer. Posteriormente trabajó extensamente con Rainer Werner Fassbinder, entre otros en Welt am Draht, La ley del más fuerte, Berlin Alexanderplatz y Satansbraten.
Su primera experiencia en seriales televisivos la obtuvo en 1992 en el papel de Isabelle Bornat en Gute Zeiten, schlechte Zeiten. Desde el primer episodio del serial Unter Uns del 28 de noviembre de 1994, apareció en RTL como la propietaria Margot Weigel. Interpretó este papel hasta el 16 de diciembre de 2005 (episodio 2739). En el episodio 2744 se la escuchó nuevamente en una llamada telefónica. Margot Weigel murió unos meses después fuera de la serie durante una estancia en Australia.
Como actriz de doblaje, ha prestado su voz, entre otros, a Diane Fletcher (Macbeth) y Stella Stevens (Girls! Girls! Girls!). También se hizo conocida como cantante.
Maybach falleció el 12 de abril de 2006 en su apartamento de Colonia a consecuencia del cáncer. En honor a la actriz fallecida, el 29 de agosto de 2006 se transmitió un episodio conmemorativo de Unter Uns. Maybach, que durante toda su vida no se casó ni tuvo hijos, vivió alternativamente en Colonia y Berlín.

## Filmografía seleccionada
- Fanfaren der Liebe (1951) (sin acreditar)
- Ich hab' mein Herz in Heidelberg verloren (1952) - Rita, estudiante
- Feuerwerk (1954) - Jasmine (sin acreditar)
- In Hamburg sind die Nächte lang (1956) - Helen Dayton
- Ein Mann muß nicht immer schön sein (1956) - Otti Springfeld
- Frauen sind für die Liebe da (1957) - Schütze Sabine
- Das Mädchen ohne Pyjama (1957) - Marion Klenk
- Das Glück liegt auf der Straße (1957) - Sylvia
- Zwei Bayern im Harem (1957) - Bardame Cora
- Gruß und Kuß vom Tegernsee (1957) - Steffi
- Wenn die Bombe platzt (1958) - Lilly
- Hoppla, jetzt kommt Eddie (1958) - Lilli
- Sehnsucht hat mich verführt (1958) - Elvira
- Der lachende Vagabund (1958) - Diana
- Stefanie (1958) - Gabriele
- Die Nackte und der Satan (1959) - Stella, alias Lilly
- Heimat, deine Lieder (1959) - Beate, Pauls Verlobte
- Das kunstseidene Mädchen (1960) - Tilly Scherer
- Die 1000 Augen des Dr. Mabuse (1960) - Mucama (sin acreditar)
- Eine hübscher als die andere (1961) - Dorothee Liebig
- Axel Munthe - Der Arzt von San Michele (1962) - Paulette
- Escape from East Berlin (1962) - Frau Eckhardt (sin acreditar)
- Es war mir ein Vergnügen (1963) - Maria Rivaldi
- Das Haus auf dem Hügel (1964) - Marion, camarera
- Estambul 65 (1965) - Josette
- A Study in Terror (1965) - Polly Nichols
- El marqués (1965) - La rubia
- Z-7, operación Rembrandt (1966) - Consuela
- Weiße Haut auf schwarzem Markt (1969)
- Das Freudenhaus (1971) - Tilly
- $ (1971) - Helga
- Die liebestollen Apothekerstöchter (1972) - Tante Lilofee
- Alle Menschen werden Brüder (1973) - Die Rote
- La ley del más fuerte (1975) - Hedwig
- Satansbraten (1976) - Agentin, Agentur Milutinovic
- Spiel der Verlierer (1978) - Señora Holle
- Just a Gigolo (1978) - Gilda